# European Weightlifting Federation
European Weightlifting Federation (EWF) bildades 1969, och är det europeiska idrottsförbundet för tyngdlyftning. Högkvarteret finns i Ankara i Turkiet.
Förbundet arrangerar bland annat Europamästerskapen i tyngdlyftning.

### Fotnoter
1. ↑  ”History of the European Weightlifting Federation by Gottfried Schödl / EWF Honorary President” (på engelska). European Weightlifting Federation. Arkiverad från originalet den 10 januari 2015. https://web.archive.org/web/20150110153518/http://ewfed.com/cat.php?id=1&akid=8. Läst 23 mars 2014.